# B-vitamin
B-vitamin är en grupp vattenlösliga vitaminer. De troddes ursprungligen vara ett och samma ämne, men visade sig senare vara åtta kemiskt distinkta ämnen. Deras funktion och kopplingen till olika bristsjukdomar, som beriberi, anemi och pellagra, började utforskas i slutet på 1800-talet. Casimir Funk lyckades 1911 isolera vitamin B1, vilket ledde till att beteckningen "vitamin" infördes. Upptäckten gav Christiaan Eijkman Nobelpriset i fysiologi eller medicin 1929.
Utöver de åtta B-vitaminerna har fler ämnen vid olika tillfällen kallats B-vitaminer. Dessa har senare förlorat den statusen eftersom de inte har uppfyllt kraven för att kallas vitaminer, det vill säga att de är livsnödvändiga och inte kan syntetiseras av kroppen. Av den anledningen saknas vissa B-vitaminer i numreringen.

## Funktion
B-vitaminerna har flera funktioner i kroppen. De stimulerar bland annat ämnesomsättning, immunförsvar och celldelning. Brist på olika B-vitaminer kan leda till olika sjukdomar. Överintag kan också vara skadligt, men utgör i regel inget större problem eftersom överflödet avlägsnas snabbt via urinen (för undantag se nedan). Allmänna biverkningar från överintag är rastlöshet, sömnproblem, yrsel och/eller illamående. Överintag beror nästan alltid på kosttillskott.

## Lista över B-vitaminer
| Vitamin | Kemiskt namn         | Funktion                                                                                                   | Bristsymptom och -sjukdomar | Överdoseringssymptom |
| ------- | -------------------- | --- | --- | --- |
| B1      | tiamin               | Tiamin fungerar som koenzym i omsättningen av kolhydrater.                                                 | Brist på tiamin orsakar beriberi, vilket kännetecknas av nedsatt aptit, försämrad koncentrationsförmåga, viktminskning och störningar på nervsystemet. Kronisk brist kan orsaka Korsakoffs sjukdom. | Det finns inga kända risker med oral överdosering. Injicering kan orsaka en anafylaktisk reaktion, men detta är inte en risk vid oralt intag eftersom tarmarna inte kan absorbera de mängder tiamin som krävs för att utlösa reaktionen.                                                                     |
| B2      | riboflavin           | Riboflavin fungerar som koenzym i omsättningen av energi, det vill säga fetter, kolhydrater och proteiner. | Brist på riboflavin kännetecknas av sprickor i läpparna och mungiporna (munvinkelragader), och irriterade slemhinnor. Symptomen är relativt lindriga.                                               | Det finns inga kända risker med överdosering. |
| B3      | niacin (nikotinsyra) | Niacin används för elektrontransport vid oxidation och är viktig för bland annat celldelning.              | Brist på niacin orsakar pellagra. | Överdos av niacin orsakar kärlutvidgning, hudrodnad och hudirritation, och i högre doser illamående. |
| B5      | pantotensyra         | Pantotensyra används vid omsättningen av energi.                                                           | Det finns inga belagda bristsymptom hos människor. | Det finns inga kända risker med överdosering. |
| B6      | pyridoxin            | Pyridoxin fungerar som koenzym i omsättningen av proteiner och vid celldelning.                            | Brist på pyridoxin kan bland annat orsaka mikrocytär anemi, depression och högt blodtryck. | Akut överdosering (mer än 1000 mg/dag) eller kronisk överdosering (mer än 200 mg/dag) kan ge allvarliga nervskador. För känsliga personer kan även mindre doser ge problem. Denna perifera neuropati brukar försvinna när man slutar med intaget. Tillfrisknandet är dock långsamt och ibland ofullständigt. |
| B7      | biotin               | Biotin fungerar som koenzym i omsättningen av fetter och proteiner.                                        | Det finns inga belagda bristsymptom hos vuxna människor. Vissa studier tyder på att foster och spädbarn kan drabbas av tillväxt- och nervskador.                                                    | Det finns inga kända risker med överdosering. |
| B9      | folsyra (folinsyra)  | Folsyra spelar en viktig roll vid celldelning.                                                             | Brist på folsyra orsakar makrocytär anemi och fosterskador. Hos äldre kan brist orsaka ateroskleros.                                                                                                | Det finns inga kända risker med överdosering. Det kan dock maskera samt försvåra de neurologiska symtomen på B12-brist. |
| B12     | kobalamin            | Kobalamin fungerar som koenzym i omsättningen av proteiner och vid celldelning.                            | Brist på kobalamin orsakar makrocytär anemi, perniciös anemi och skador i nervsystemet. Det kan i förlängningen orsaka kognitiva och psykiska sjukdomar som minnesförlust, mani och psykos.         | Det finns inga kända risker med överdosering. |

### Ämnen som tidigare har räknats som B-vitaminer
| Fråntaget namn | Kemiskt namn        |
| -------------- | ------------------- |
| B4             | adenin              |
| B8             | inositol            |
| B10            | paraaminobensoesyra |
| B13            | orotsyra            |
| B15            | pangaminsyra        |